# Natore
Natore (bengalisch নাটোর Nāṭor) ist eine Stadt (Municipality) im gleichnamigen Distrikt in der Division Rajshahi im Westen Bangladeschs.

## Lage und Klima
Natore liegt in einer vom Schwemmland des Ganges und seiner Seitenarme geprägten ebenen Agrarlandschaft ungefähr 25 km (Luftlinie) nördlich des Flusses Padma bzw. etwa 200 km (Fahrtstrecke) nordwestlich von Bangladeschs Hauptstadt Dhaka; die Großstadt Rajshahi und damit die Grenze zu Indien sind etwa 40 km entfernt. Das Klima ist meist schwülwarm; Regen (ca. 1600–2000 mm/Jahr) fällt hauptsächlich während der sommerlichen Monsunzeit.

## Bevölkerung
| Jahr      | 1991   | 2001   | 2011   | 2022   |
| Einwohner | 46.666 | 70.835 | 81.203 | 87.067 |

Die meisten Einwohner der Stadt sind in den letzten Jahrzehnten des 20. und zu Beginn des 21. Jahrhunderts aus den Dörfern der Umgebung zugewandert. Sie sind zumeist Moslems (ca. 82,5 %); nur etwa 17 % sind Hindus. Man spricht überwiegend Bengali.

## Wirtschaft
Auf den Feldern in der Umgebung der Stadt werden überwiegend Reis und Zuckerrohr angebaut.

## Geschichte
Der Ursprung der Stadt verliert sich im Dunkel der Geschichte. Im 1. Jahrtausend regierten buddhistische und hinduistische Königreiche. Im 13. Jahrhundert eroberten islamische Heere von Delhi aus die Region. Im Jahr 1352 entstand das quasi unabhängige Sultanat von Bengalen, welches bis in die Zeit des Großmoguls Akbar I. Bestand hatte. Im 19. Jahrhundert übernahmen die Briten die Herrschaft über die ehemalige Provinz; diese dauerte bis zur Unabhängigkeit Indiens (1947) an, die jedoch auch die Teilung Bengalens zur Folge hatte.

## Sehenswürdigkeiten
- Die Stadt hat keine Sehenswürdigkeiten von historischem oder kulturellem Interesse.

Umgebung
- In der Umgebung stehen einige Paläste ehemaliger Großgrundbesitzer.
- Der Tempelbezirk von Puthia liegt nur etwa 17 km westlich.

## Persönlichkeiten
- Rani Bhabani (1716?–1803), bengalische Großgrundbesitzerin (zamindari) und Stifterin der nördlich von Murshidabad (Indien) gelegenen Char-Bangla-Tempel
- Jadunath Sarkar (1870–1958), Historiker